# Ordoño I av Asturien
Ordoño I av Asturien, död 866, var kung av Asturien mellan 850 och 866.